# Polen-Rundfahrt 2013
Die 70. Polen-Rundfahrt fand vom 27. Juli bis 3. August 2013 statt. Das Etappenrennen wurde über sieben Etappen ausgetragen und war Bestandteil der UCI WorldTour 2013, wobei die zwei ersten Etappen in Italien stattfanden. Gesamtsieger wurde der Niederländer Pieter Weening.

## Teilnehmer
Startberechtigt waren alle 19 UCI ProTeams. Zudem vergab der Organisator Lang Team vier Wildcards an drei Professional Continental Teams und ein polnisches Nationalteam. Im Rahmen eines Pilotprojekts der UCI stellte jedes Team sechs anstatt der sonst üblichen acht Fahrer, womit insgesamt 138 Fahrer am Start waren.
| ProTeams AG2R La Mondiale Astana Pro Team Belkin-Pro Cycling Team BMC Racing Team Cannondale Pro Cycling Euskaltel Euskadi FDJ.fr | Garmin Sharp Katusha Lampre-Merida Lotto Belisol Movistar Omega Pharma-Quick Step | Orica GreenEdge RadioShack Leopard Sky ProCycling Team Argos-Shimano Team Saxo-Tinkoff Vacansoleil-DCM |  |
| Professional Continental Teams Team NetApp-Endura Colombia                                                                        | CCC Polsat Polkowice Team Poland                                                  | |  |

## Etappenübersicht
Zum ersten Mal in ihrer Geschichte begann die Polen-Rundfahrt außerhalb Polens; die zwei ersten Etappen führten durch die italienische Region Trentino.
| Etappe | Tag       | Start–Ziel                                      | km                    | Typ                   | Etappensieger         |
| ------ | --------- | ----------------------------------------------- | --------------------- | --------------------- | --------------------- |
| 1.     | 27. Juli  | Rovereto – Madonna di Campiglio                 | 184,5                 | Bergige Etappe        | Diego Ulissi          |
| 2.     | 28. Juli  | Marilleva (Val di Sole) – Pordoijoch (Fassatal) | 206,5                 | Gebirgsetappe         | Christophe Riblon     |
|        | 29. Juli  | Ruhe- und Transfertag                           | Ruhe- und Transfertag | Ruhe- und Transfertag | Ruhe- und Transfertag |
| 3.     | 30. Juli  | Krakau – Rzeszów                                | 226,0                 | Flachetappe           | Thor Hushovd          |
| 4.     | 31. Juli  | Tarnów – Kattowitz                              | 231,5                 | Flachetappe           | Taylor Phinney        |
| 5.     | 1. August | Nowy Targ – Zakopane                            | 160,5                 | Bergige Etappe        | Thor Hushovd          |
| 6.     | 2. August | Bukowina Terma – Bukowina Tatrzańska            | 192,0                 | Bergige Etappe        | Darwin Atapuma        |
| 7.     | 3. August | Wieliczka–Krakau                                | 037,0                 | Einzelzeitfahren      | Bradley Wiggins       |

## Wertungen im Rennverlauf
| Etappe | Gesamt                  | Punkte                  | Berg                    | Zwischensprint         | Team               |
| ------ | ----------------------- | ----------------------- | ----------------------- | ---------------------- | ------------------ |
| 1.     | Diego Ulissi (LAM)      | Diego Ulissi (LAM)      | Bartosz Huzarski (TNE)  | Bartosz Huzarski (TNE) | RadioShack Leopard |
| 2.     | Rafał Majka (TST)       | Rafał Majka (TST)       | Bartosz Huzarski (TNE)  | Bartosz Huzarski (TNE) | RadioShack Leopard |
| 3.     | Rafał Majka (TST)       | Rafał Majka (TST)       | Thomas Rohregger (RSH)  | Bartosz Huzarski (TNE) | RadioShack Leopard |
| 4.     | Rafał Majka (TST)       | Steele Von Hoff (GRM)   | Thomas Rohregger (RSH)  | Bartosz Huzarski (TNE) | RadioShack Leopard |
| 5.     | Jon Izaguirre (EUS)     | Thor Hushovd (BMC)      | Tomasz Marczyński (VCD) | Bartosz Huzarski (TNE) | RadioShack Leopard |
| 6.     | Christophe Riblon (ALM) | Christophe Riblon (ALM) | Tomasz Marczyński (VCD) | Bartosz Huzarski (TNE) | RadioShack Leopard |
| 7.     | Pieter Weening (OGE)    | Rafał Majka (TST)       | Tomasz Marczyński (VCD) | Bartosz Huzarski (TNE) | RadioShack Leopard |